# Pinzas de presión

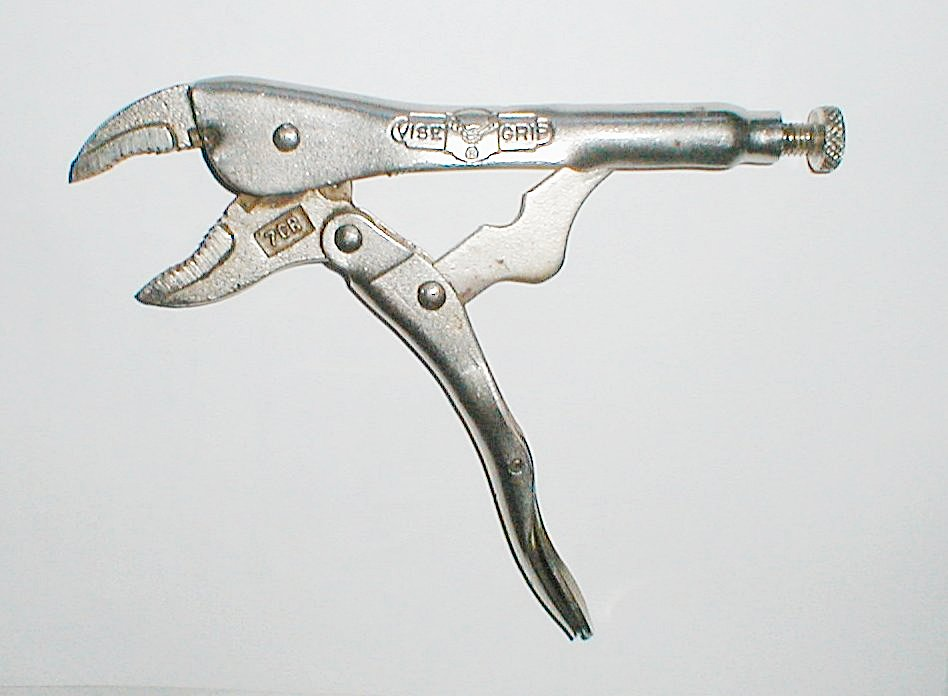
Pinzas de presión, pinzas de cierre por acodamiento, hombresolo o caimán.

Las pinzas de presióno alicate de presión son unas pinzas que pueden ser inmovilizados en una cierta posición para así torcer o arrancar diversos objetos o materiales. En algunos países de América se las conoce como hombresolo, pinzas de fuerza y en ciertas partes de México como pinzas perras, también conocida como llave de presión o fuerza. En Chile se les conoce como "caimán", "come corneta" o "llavenosa". Un lado del mango está provisto de un perno que sirve para fijar la separación entre sus mordaza que son las pinzas de la parte de arriba. Del otro lado de la agarradera se incluye regularmente una palanca para hacer presión sobre ambas empuñaduras y desenganchar las pinzas.

## Funcionamiento

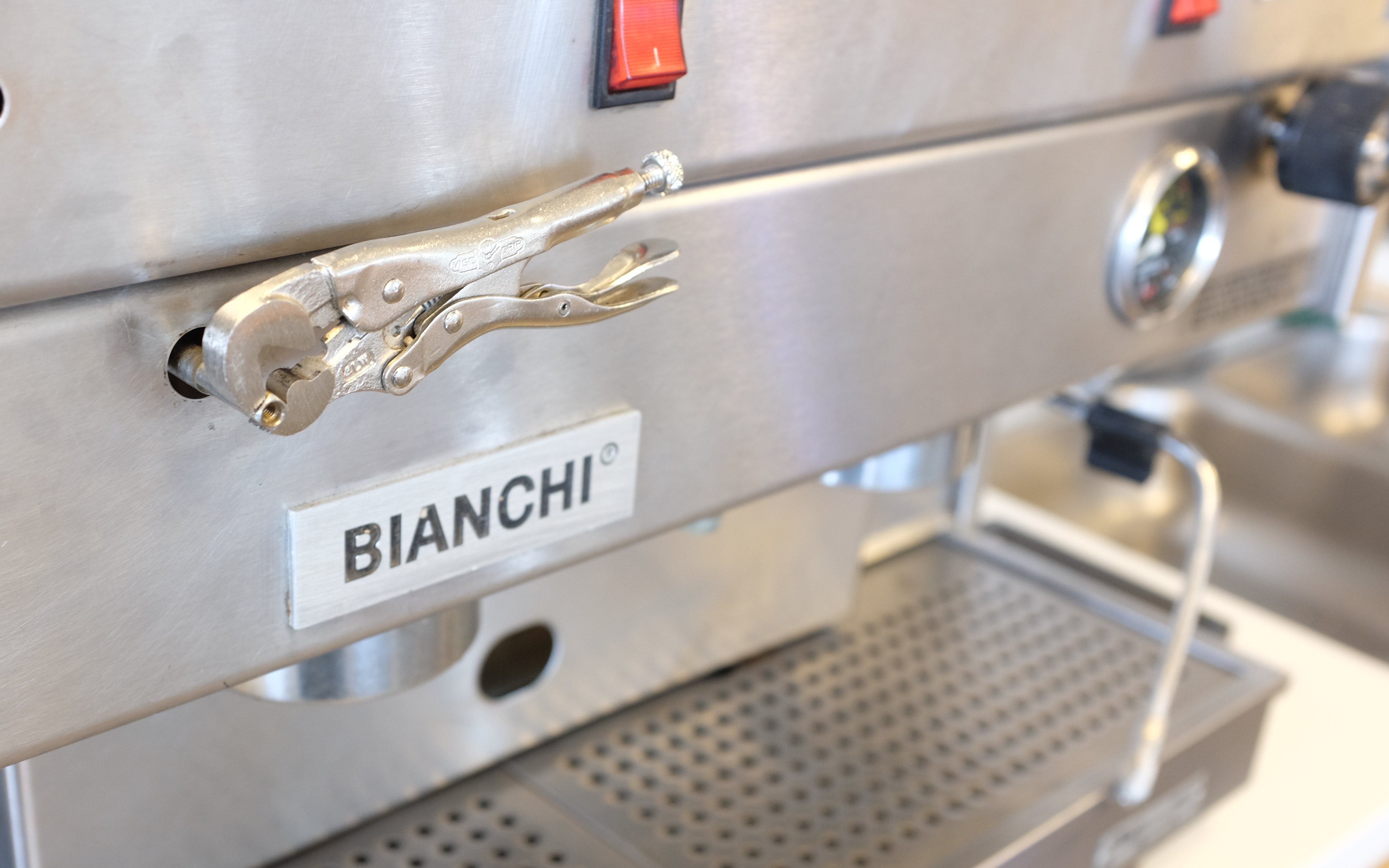
Pinzas de presión utilizadas como botón en una máquina de café.

Las mandíbulas se fijan a un tamaño ligeramente más pequeño que lo que ha de ser agarrado girando el perno en un mango con las mandíbulas cerradas. Algunas de las nuevas versiones tienen ranuras en el perno del mango que se puede apretar más con una llave hexagonal o destornillador. Cuando las mordazas se abren y las asas se aprietan juntos, se mueven una palanca sobre su punto central y bloquean la quijada de las tenazas sobre el objeto que se agarra. Un uso típico sería su uso en las piezas de metal en lugar de soldadura. También son de gran valor para la celebración de una tuerca o tornillo que ha sido "redondeados" o como temporales palancas / perillas en equipos y maquinaria.

## Historia
Las primeras pinzas de presión, llamadas Vise-Grips, fueron inventadas por William Petersen en De Witt, Nebraska en 1924. las pinzas de presión fueron desarrollados por Thomas Coughtrie en 1955, y luego gestionadas por MK Mole&Son.
Más tarde otras pinzas de presión fueron fabricadas en Newport (Gales del Sur GB) junto a la M4 por la Brynglas Tunels, viajando al oeste se podía ver el signo Mole antes de entrar en el túnel.